# Peridis
José María Pérez González (Cabezón de Liébana, 28 de setembro de 1941), conhecido como Peridis, é um arquiteto e caricaturista espanhol.

## Biografia e obra
Apesar de ter nascido em Cabezón de Liébana, na Cantábria, passou a sua infância em Aguilar de Campoo, em Castela e Leão. Após frequentar um bacharelato em Plasência, estudou Arquitetura na Escola Técnica Superior de Arquitetura de Madrid, onde obteve o título de arquiteto em 1969.
É especialista em restauro e reabilitação de monumentos. Alguns dos seus trabalhos nesta área sáo, entre outros: Mosteiro de Santa Maria la Real em Aguilar de Campoo, Biblioteca Pública de Castela-Mancha, no Alcázar de Toledo, Ayuntamiento de Villarrobledo, Teatro Principal de Burgos, Teatro García Lorca de Getafe, Real Fábrica de Paños de Ezcaray, Castelo Fortaleza en Castellar de la Frontera, Museu Etnográfico e Ayuntamiento em San Sebastián de los Reyes, e o Museu do Humor, no Palácio de Lizana de Alcalá de Henares.
É colaborador de vários media, nomeadamente do jornal diário El País, sendo autor de várias tiras humorísticas de cariz político nas quais comenta e analisa a atualidade espanhola.
Em 1985 foi promotor e fundador do "Programa de Formação e Emprego para Jovens em Recuperação do Património", das "Escolas-oficina" e "Casas de Ofícios", criado pelo INEM (Instituto Nacional de Emprego) e apoiado pelo Fundo Social Europeu, uma instituição que promoveu a formação de artesão especialistas na conservação de património de mais de 50 000 jovens em toda a Espanha e América Latina.
Em 1994 fundou em Aguilar de Campoo a Fundação Santa Maria la Real para, entre outros fins, promover a conservação, restauro e manutenção do Mosteiro de Santa Maria la Real. Desde dezembro de 2004 que preside a essa instituição, onde também dirige a Enciclopedia del románico en la península Ibérica.
Em 2002 gravou a primeira temporada do documentário televisivo Las Claves del Románico (lit.: As Chaves do Românico).

### Livros
Parte da sua obra escrita na imprensa foi publicada em livros como Los animalillos políticos de la transición de Peridis (1977), De la Constitución al golpe (1981) e Seis años para el cambio, (1977-82), entre outros.
Publicou também dois livros autobiográficos, El cabo caricaturas e Luz cenital, incluindo o último um epílogo de José Saramago.

## Distinções
Recebeu várias distinções, como por exemplo, o Prémio Mingote de Humor (1983), o Prémio Europa Nostra (1988), da Associação de Amigos do Mosteiro de Aguilar, a Medalha de Ouro de Mérito nas Belas Artes (1993), do ministério da cultura de Espanha, a Medalha da Província de Palência, a Medalha de Mérito Turístico, a Medalha de Mérito no Trabalho em 2005, o Prémio real Fundación de Toledo  e o Prémio Novia Salcedo, este último pelo seu trabalho nas Escolas-oficina.
Em 3 de março de 2000 foi nomeado académico da Instituição Tello Téllez de Meneses, um centro de estudos de Palência.
A sua alcunha ou pseudónimo deu nome a um Instituto de Educação Secundária em Leganés, um subúrbio de Madrid e a uma rua em Getafe, outro subúrbio da capital espanhola.